# Tadeusz Nowak
Tadeusz Nowak (Sikorzyce, 1930. november 11. – Skierniewice, 1991. augusztus 10.) lengyel költő, író, műfordító.

## Élete
Nowak egy dél-lengyelországi faluban született és nőtt fel, gyermekkorát meghatározta a második világháború élménye.
1948-tól 1954-ig a Jagelló Egyetemen lengyel filológiát tanult. 1976-ig Krakkóban és szülőfalujában élt, később Varsóba költözött.
1991. augusztus 10-én hosszú betegség után halt meg szívrohamban a skierniewicei kórházban.

## Munkássága
1948-ban jelent meg az első verse, 1953-ban pedig az első verseskötete: Beszélni tanulok (Uczę się mówić) címmel. A Lengyel Írószövetség (Stowarzyszenie Pisarzy Polskich) tagja 1956 óta. A neve 1957-ben vált ismertté a Jasełkowe niebiosa (Betlehemes egek) című kötetével.
Arany János és Petőfi Sándor költészetének legkiválóbb lengyel tolmácsolója.
Magyarul többkötetnyi prózája olvasható, illetve egy önálló kötetnyi válogatás a verseiből, Királyság címmel. E könyv kilenc fordítója között ott található Nagy László (nyolc vers erejéig) és fivére, Ágh István is.
Mint költő a falusi élet mitológiájának megteremtője. Lírai hangulatú regényeiben a népi legendakincsből és a Bibliából merítve mutatja meg saját és nemzete - elsősorban 1930 és 1950 közötti - múltját. Jellegzetes írói eszköze, hogy a főszereplőit egyes szám első személyben szólaltatja meg.
Képalkotása mindig szigorú kompozíciót szolgál, színei szerteágazóan sokfélék. Szülőföldje tájait, gyerekkorát sajátosan gyöngéden mutatja be. Az emberek áldozatává lett állatok siratásában Nagy László közeli szellemi rokona. A kortárs magyar költők közül Nagy László, Juhász Ferenc és Csoóri Sándor verseit fordította lengyelre.
Számos irodalmi díjjal tüntették ki.

## Művei
| Cím (lengyelül)                    | Cím (magyarul)                    | A megjelenés éve |
| ---------------------------------- | --------------------------------- | ---------------- |
| Uczę się mówić                     | Beszélni tanulok                  | 1953             |
| Porównania                         | Összehasonlítás                   | 1954             |
| Prorocy już odchodzą               | Már nem próféták                  | 1956             |
| Jasełkowe niebiosa                 | Betlehemes egek                   | 1957             |
| Psalmy na użytek domowy            | Zsoltárok otthoni használatra     | 1959             |
| Przebudzenia                       | Ébredések                         | 1962             |
| Obcoplemienna ballada              | Idegen törzsbéli ballada          | 1963             |
| Ziarenko trawy                     | Fűmagocska                        | 1964             |
| Takie większe wesele               | Mint egy nagyobb lakodalom        | 1966             |
| A jak królem, a jak katem będziesz | Ha király leszel, ha bakó leszel  | 1968             |
| Psalmy                             | Zsoltárok                         | 1971             |
| Diabły                             | Ördögfiak                         | 1971             |
| Półbaśnie                          | Félig mesék                       | 1976             |
| Prorok                             | Próféta                           | 1977             |
| Wiersze wybrane                    | Válogatott versek                 | 1978             |
| Wniebogłosy                        | Az egekig üvöltve                 | 1982             |
| Pacierze i paciorki                | Imák és gyöngyök                  | 1988             |
| Za snem, za jawą, za pacierzem     | Az alvás, az ébrenlét, az imádság | 2000             |

### Magyarul
- Ha király leszel, ha bakó leszel. Regény; ford. Fejér Irén; Európa, Bp., 1972
- Ördögfiak. Regény; ford. Fejér Irén; Európa, Bp., 1975 ISBN 963-07-0245-2
- Próféta; ford. Szenyán Erzsébet; Európa, Bp., 1979 ISBN 963-07-2312-3
- Királyság; vál., utószó Kerényi Grácia, ford. Ágh István et al.; Európa, Bp., 1984 (Napjaink költészete)[1] ISBN 963-07-3370-6
- Hogy zengett belé az ég. Regény; ford. Szenyán Erzsébet; Európa, Bp., 1987

## Emlékezete
- A kiskőrösi Petőfi Szülőház és Emlékmúzeum kertjében (amely a Petőfi-fordítókat gyűjti egybe) mellszobrot állítottak tiszteletére.